# Rima (Katana)
Rima (arab. ريمة) – miejscowość w Syrii, w muhafazie Damaszek. W 2004 roku liczyła 1132 mieszkańców.